# Ercole Ricotti
Ercole Ricotti (Voghera, 12 ottobre 1816 – Torino, 24 febbraio 1883) è stato uno storico e ingegnere italiano.
Nel 1846 ottenne la cattedra di Storia militare d'Italia all'Università degli Studi di Torino (la cattedra fu trasformata poco dopo in Storia moderna).

Tra il 1861 ed il 1869 pubblicò la Storia della Monarchia Piemontese, presso l'editore Gaspero Barbera in Firenze, opera in sei volumi.

## Opere
- Storia delle compagnie di ventura in Italia, 5 voll., Torino, G.Pomba e C., 1845
- Della vita e delle opere di Cesare Balbo, Voghera, 1856.
- Compendio di storia patria: dall'anno 476 al 1861: ad uso delle scuole ginnasiali e tecniche - 8. ed. ritoccata e accresciuta fino alla proclamazione del Regno d'Italia, Milano,  V. Maisner e Comp., Torino: G.B. Paravia e Comp., 1866.
- Breve storia della Costituzione inglese, Torino, E. Loescher, 1871.